# Brani musicali dei Dream Theater
Questa che segue è la lista dei brani musicali dei Dream Theater, gruppo progressive metal statunitense, realizzati tra il 1989 e il 2025.
In essa sono inoltre compresi i brani incisi dal gruppo nel 1986 con il nome di Majesty.
| Titolo                                           | Anno | Album di provenienza                   | Autore testo                              | Autore musica                                                        |
| ------------------------------------------------ | ---- | -------------------------------------- | ----------------------------------------- | -------------------------------------------------------------------- |
| Another Won                                      | 1986 | Majesty                                |                                           | Dream Theater                                                        |
| Your Majesty                                     | 1986 | Majesty                                |                                           | Dream Theater                                                        |
| A Vision                                         | 1986 | Majesty                                |                                           | Dream Theater                                                        |
| Two Far                                          | 1986 | Majesty                                |                                           | Dream Theater                                                        |
| Vital Star                                       | 1986 | Majesty                                |                                           | Dream Theater                                                        |
| March of the Tyrant                              | 1986 | Majesty                                |                                           | Dream Theater                                                        |
| A Fortune in Lies                                | 1989 | When Dream and Day Unite               | John Petrucci                             | Dream Theater                                                        |
| Status Seeker                                    | 1989 | When Dream and Day Unite               | Charlie Dominici, John Petrucci           | Dream Theater                                                        |
| The Ytse Jam                                     | 1989 | When Dream and Day Unite               | —                                         | Kevin Moore, John Myung John Petrucci, Mike Portnoy                  |
| The Killing Hand                                 | 1989 | When Dream and Day Unite               | John Petrucci                             | Dream Theater                                                        |
| Light Fuse and Get Away                          | 1989 | When Dream and Day Unite               | Kevin Moore                               | Dream Theater                                                        |
| Afterlife                                        | 1989 | When Dream and Day Unite               | Charlie Dominici                          | Dream Theater                                                        |
| The Ones Who Help to Set the Sun                 | 1989 | When Dream and Day Unite               | John Petrucci                             | Dream Theater                                                        |
| Only a Matter of Time                            | 1989 | When Dream and Day Unite               | Kevin Moore                               | Dream Theater                                                        |
| Pull Me Under                                    | 1992 | Images and Words                       | Kevin Moore                               | Dream Theater                                                        |
| Another Day                                      | 1992 | Images and Words                       | John Petrucci                             | Dream Theater                                                        |
| Take the Time                                    | 1992 | Images and Words                       | Dream Theater                             | Dream Theater                                                        |
| Surrounded                                       | 1992 | Images and Words                       | Kevin Moore                               | Dream Theater                                                        |
| Metropolis–Part I: "The Miracle and the Sleeper" | 1992 | Images and Words                       | John Petrucci                             | Dream Theater                                                        |
| Under a Glass Moon                               | 1992 | Images and Words                       | John Petrucci                             | Dream Theater                                                        |
| Wait for Sleep                                   | 1992 | Images and Words                       | Kevin Moore                               | Kevin Moore                                                          |
| Learning to Live                                 | 1992 | Images and Words                       | John Myung                                | Dream Theater                                                        |
| Bombay Vindaloo                                  | 1993 | Live at the Marquee                    | —                                         | Dream Theater                                                        |
| 6:00                                             | 1994 | Awake                                  | Kevin Moore                               | Dream Theater                                                        |
| Caught in a Web                                  | 1994 | Awake                                  | James LaBrie, John Petrucci               | Dream Theater                                                        |
| Innocence Faded                                  | 1994 | Awake                                  | John Petrucci                             | Dream Theater                                                        |
| Erotomania                                       | 1994 | Awake                                  | —                                         | Dream Theater                                                        |
| Voices                                           | 1994 | Awake                                  | John Petrucci                             | Dream Theater                                                        |
| The Silent Man                                   | 1994 | Awake                                  | John Petrucci                             | John Petrucci                                                        |
| The Mirror                                       | 1994 | Awake                                  | Mike Portnoy                              | Dream Theater                                                        |
| Lie                                              | 1994 | Awake                                  | Kevin Moore                               | Dream Theater                                                        |
| Lifting Shadows Off a Dream                      | 1994 | Awake                                  | John Myung                                | Dream Theater                                                        |
| Scarred                                          | 1994 | Awake                                  | John Petrucci                             | Dream Theater                                                        |
| Space-Dye Vest                                   | 1994 | Awake                                  | Kevin Moore                               | Kevin Moore                                                          |
| To Live Forever                                  | 1994 | Lie                                    | John Petrucci                             | Dream Theater                                                        |
| Eve                                              | 1994 | The Silent Man                         | —                                         | Dream Theater                                                        |
| A Change of Seasons                              | 1995 | A Change of Seasons                    | Mike Portnoy                              | Dream Theater                                                        |
| New Millennium                                   | 1997 | Falling into Infinity                  | Mike Portnoy                              | Dream Theater                                                        |
| You Not Me                                       | 1997 | Falling into Infinity                  | John Petrucci, Desmond Child              | Dream Theater, Desmond Child                                         |
| Peruvian Skies                                   | 1997 | Falling into Infinity                  | John Petrucci                             | Dream Theater                                                        |
| Hollow Years                                     | 1997 | Falling into Infinity                  | John Petrucci                             | Dream Theater                                                        |
| Burning My Soul                                  | 1997 | Falling into Infinity                  | Mike Portnoy                              | Dream Theater                                                        |
| Hell's Kitchen                                   | 1997 | Falling into Infinity                  | —                                         | Dream Theater                                                        |
| Lines in the Sand                                | 1997 | Falling into Infinity                  | John Petrucci                             | Dream Theater                                                        |
| Take Away My Pain                                | 1997 | Falling into Infinity                  | John Petrucci                             | Dream Theater                                                        |
| Just Let Me Breathe                              | 1997 | Falling into Infinity                  | Mike Portnoy                              | Dream Theater                                                        |
| Anna Lee                                         | 1997 | Falling into Infinity                  | James LaBrie                              | Dream Theater                                                        |
| Trial of Tears                                   | 1997 | Falling into Infinity                  | John Myung                                | Dream Theater                                                        |
| The Way It Used to Be                            | 1997 | Hollow Years                           | James LaBrie                              | Dream Theater                                                        |
| Scene One: Regression                            | 1999 | Metropolis Pt. 2: Scenes from a Memory | John Petrucci                             | John Petrucci                                                        |
| Scene Two: I. Overture 1928                      | 1999 | Metropolis Pt. 2: Scenes from a Memory | —                                         | Dream Theater                                                        |
| Scene Two: II. Strange Deja Vu                   | 1999 | Metropolis Pt. 2: Scenes from a Memory | Mike Portnoy                              | Dream Theater                                                        |
| Scene Three: I. Through My Words                 | 1999 | Metropolis Pt. 2: Scenes from a Memory | John Petrucci                             | John Petrucci                                                        |
| Scene Three: II. Fatal Tragedy                   | 1999 | Metropolis Pt. 2: Scenes from a Memory | John Myung                                | Dream Theater                                                        |
| Scene Four: Beyond This Life                     | 1999 | Metropolis Pt. 2: Scenes from a Memory | John Petrucci                             | Dream Theater                                                        |
| Scene Five: Through Her Eyes                     | 1999 | Metropolis Pt. 2: Scenes from a Memory | John Petrucci                             | Dream Theater                                                        |
| Scene Six: Home                                  | 1999 | Metropolis Pt. 2: Scenes from a Memory | Mike Portnoy                              | Dream Theater                                                        |
| Scene Seven: I. The Dance of Eternity            | 1999 | Metropolis Pt. 2: Scenes from a Memory | —                                         | Dream Theater                                                        |
| Scene Seven: II. One Last Time                   | 1999 | Metropolis Pt. 2: Scenes from a Memory | James LaBrie                              | Dream Theater                                                        |
| Scene Eight: The Spirit Carries On               | 1999 | Metropolis Pt. 2: Scenes from a Memory | John Petrucci                             | Dream Theater                                                        |
| Scene Nine: Finally Free                         | 1999 | Metropolis Pt. 2: Scenes from a Memory | Mike Portnoy                              | Dream Theater                                                        |
| Don't Look Past Me                               | 1999 | Cleaning Out the Closet                | Kevin Moore                               | Dream Theater                                                        |
| Raise the Knife                                  | 1999 | Cleaning Out the Closet                | Mike Portnoy                              | Dream Theater                                                        |
| Where Are You Now?                               | 1999 | Cleaning Out the Closet                | John Petrucci                             | Dream Theater                                                        |
| Cover My Eyes                                    | 1999 | Cleaning Out the Closet                | John Petrucci                             | Dream Theater                                                        |
| Speak to Me                                      | 1999 | Cleaning Out the Closet                | James LaBrie                              | Dream Theater                                                        |
| The Glass Prison                                 | 2002 | Six Degrees of Inner Turbulence        | Mike Portnoy                              | John Myung, John Petrucci Mike Portnoy, Jordan Rudess                |
| Blind Faith                                      | 2002 | Six Degrees of Inner Turbulence        | James LaBrie                              | John Myung, John Petrucci Mike Portnoy, Jordan Rudess                |
| Misunderstood                                    | 2002 | Six Degrees of Inner Turbulence        | John Petrucci                             | John Myung, John Petrucci Mike Portnoy, Jordan Rudess                |
| The Great Debate                                 | 2002 | Six Degrees of Inner Turbulence        | John Petrucci                             | John Myung, John Petrucci Mike Portnoy, Jordan Rudess                |
| Disappear                                        | 2002 | Six Degrees of Inner Turbulence        | James LaBrie                              | John Myung, John Petrucci Mike Portnoy, Jordan Rudess                |
| Six Degrees of Inner Turbulence                  | 2002 | Six Degrees of Inner Turbulence        | John Petrucci, Mike Portnoy               | John Myung, John Petrucci Mike Portnoy, Jordan Rudess                |
| As I Am                                          | 2003 | Train of Thought                       | John Petrucci                             | John Myung, John Petrucci Mike Portnoy, Jordan Rudess                |
| This Dying Soul                                  | 2003 | Train of Thought                       | Mike Portnoy                              | John Myung, John Petrucci Mike Portnoy, Jordan Rudess                |
| Endless Sacrifice                                | 2003 | Train of Thought                       | John Petrucci                             | John Myung, John Petrucci Mike Portnoy, Jordan Rudess                |
| Honor Thy Father                                 | 2003 | Train of Thought                       | Mike Portnoy                              | John Myung, John Petrucci Mike Portnoy, Jordan Rudess                |
| Vacant                                           | 2003 | Train of Thought                       | James LaBrie                              | John Myung, Jordan Rudess                                            |
| Stream of Consciousness                          | 2003 | Train of Thought                       | —                                         | John Myung, John Petrucci Mike Portnoy, Jordan Rudess                |
| In the Name of God                               | 2003 | Train of Thought                       | John Petrucci                             | John Myung, John Petrucci Mike Portnoy, Jordan Rudess                |
| The Root of All Evil                             | 2005 | Octavarium                             | Mike Portnoy                              | Dream Theater                                                        |
| The Answer Lies Within                           | 2005 | Octavarium                             | John Petrucci                             | Dream Theater                                                        |
| These Walls                                      | 2005 | Octavarium                             | John Petrucci                             | Dream Theater                                                        |
| I Walk Beside You                                | 2005 | Octavarium                             | John Petrucci                             | Dream Theater                                                        |
| Panic Attack                                     | 2005 | Octavarium                             | John Petrucci                             | Dream Theater                                                        |
| Never Enough                                     | 2005 | Octavarium                             | Mike Portnoy                              | Dream Theater                                                        |
| Sacrificed Sons                                  | 2005 | Octavarium                             | James LaBrie                              | Dream Theater                                                        |
| Octavarium                                       | 2005 | Octavarium                             | John Petrucci, James LaBrie, Mike Portnoy | Dream Theater                                                        |
| In the Presence of Enemies - Part I              | 2007 | Systematic Chaos                       | John Petrucci                             | Dream Theater                                                        |
| Forsaken                                         | 2007 | Systematic Chaos                       | John Petrucci                             | Dream Theater                                                        |
| Constant Motion                                  | 2007 | Systematic Chaos                       | Mike Portnoy                              | Dream Theater                                                        |
| The Dark Eternal Night                           | 2007 | Systematic Chaos                       | John Petrucci                             | Dream Theater                                                        |
| Repentance                                       | 2007 | Systematic Chaos                       | Mike Portnoy                              | Dream Theater                                                        |
| Prophets of War                                  | 2007 | Systematic Chaos                       | James LaBrie                              | Dream Theater                                                        |
| The Ministry of Lost Souls                       | 2007 | Systematic Chaos                       | John Petrucci                             | Dream Theater                                                        |
| In the Presence of Enemies - Part II             | 2007 | Systematic Chaos                       | John Petrucci                             | Dream Theater                                                        |
| A Nightmare to Remember                          | 2009 | Black Clouds & Silver Linings          | John Petrucci                             | John Petrucci, Mike Portnoy Jordan Rudess, John Myung                |
| A Rite of Passage                                | 2009 | Black Clouds & Silver Linings          | John Petrucci                             | John Petrucci, Mike Portnoy Jordan Rudess, John Myung                |
| Wither                                           | 2009 | Black Clouds & Silver Linings          | John Petrucci                             | John Petrucci, Mike Portnoy Jordan Rudess, John Myung                |
| The Shattered Fortress                           | 2009 | Black Clouds & Silver Linings          | Mike Portnoy                              | John Petrucci, Mike Portnoy Jordan Rudess, John Myung                |
| The Best of Times                                | 2009 | Black Clouds & Silver Linings          | Mike Portnoy                              | John Petrucci, Mike Portnoy Jordan Rudess, John Myung                |
| The Count of Tuscany                             | 2009 | Black Clouds & Silver Linings          | John Petrucci                             | John Petrucci, Mike Portnoy Jordan Rudess, John Myung                |
| Raw Dog                                          | 2010 | God of War: Blood & Metal              | —                                         | John Petrucci, Mike Portnoy Jordan Rudess, John Myung                |
| On the Backs of Angels                           | 2011 | A Dramatic Turn of Events              | John Petrucci                             | John Petrucci, Jordan Rudess, John Myung                             |
| Build Me Up, Break Me Down                       | 2011 | A Dramatic Turn of Events              | John Petrucci                             | John Petrucci, Jordan Rudess John Myung, James LaBrie                |
| Lost Not Forgotten                               | 2011 | A Dramatic Turn of Events              | John Petrucci                             | John Petrucci, Jordan Rudess John Myung, James LaBrie                |
| This Is the Life                                 | 2011 | A Dramatic Turn of Events              | John Petrucci                             | John Petrucci, Jordan Rudess                                         |
| Bridges in the Sky                               | 2011 | A Dramatic Turn of Events              | John Petrucci                             | John Petrucci, Jordan Rudess, John Myung                             |
| Outcry                                           | 2011 | A Dramatic Turn of Events              | John Petrucci                             | John Petrucci, Jordan Rudess, John Myung                             |
| Far from Heaven                                  | 2011 | A Dramatic Turn of Events              | James LaBrie                              | John Petrucci, Jordan Rudess, James LaBrie                           |
| Breaking All Illusions                           | 2011 | A Dramatic Turn of Events              | John Myung, John Petrucci                 | John Petrucci, Jordan Rudess, John Myung                             |
| Beneath the Surface                              | 2011 | A Dramatic Turn of Events              | John Petrucci                             | John Petrucci                                                        |
| False Awakening Suite                            | 2013 | Dream Theater                          | —                                         | John Petrucci, Jordan Rudess                                         |
| The Enemy Inside                                 | 2013 | Dream Theater                          | John Petrucci                             | John Petrucci, Jordan Rudess, John Myung James LaBrie, Mike Mangini  |
| The Looking Glass                                | 2013 | Dream Theater                          | John Petrucci                             | John Petrucci, Jordan Rudess, John Myung James LaBrie, Mike Mangini  |
| Enigma Machine                                   | 2013 | Dream Theater                          | —                                         | John Petrucci, Jordan Rudess, John Myung, Mike Mangini               |
| The Bigger Picture                               | 2013 | Dream Theater                          | John Petrucci                             | John Petrucci, Jordan Rudess, John Myung James LaBrie, Mike Mangini  |
| Behind the Veil                                  | 2013 | Dream Theater                          | John Petrucci                             | John Petrucci, Jordan Rudess, John Myung James LaBrie, Mike Mangini  |
| Surrender to Reason                              | 2013 | Dream Theater                          | John Myung                                | John Petrucci, Jordan Rudess, John Myung James LaBrie, Mike Mangini  |
| Along for the Ride                               | 2013 | Dream Theater                          | John Petrucci                             | John Petrucci, Jordan Rudess                                         |
| Illumination Theory                              | 2013 | Dream Theater                          | John Petrucci                             | John Petrucci, Jordan Rudess, John Myung James LaBrie, Mike Mangini  |
| Descent of the NOMACS                            | 2016 | The Astonishing                        | —                                         | John Petrucci, Jordan Rudess                                         |
| Dystopian Overture                               | 2016 | The Astonishing                        | —                                         | John Petrucci, Jordan Rudess                                         |
| The Gift of Music                                | 2016 | The Astonishing                        | John Petrucci                             | John Petrucci, Jordan Rudess                                         |
| The Answer                                       | 2016 | The Astonishing                        | John Petrucci                             | John Petrucci, Jordan Rudess                                         |
| A Better Life                                    | 2016 | The Astonishing                        | John Petrucci                             | John Petrucci, Jordan Rudess                                         |
| Lord Nafaryus                                    | 2016 | The Astonishing                        | John Petrucci                             | John Petrucci, Jordan Rudess                                         |
| A Savior in the Square                           | 2016 | The Astonishing                        | John Petrucci                             | John Petrucci, Jordan Rudess                                         |
| When Your Time Has Come                          | 2016 | The Astonishing                        | John Petrucci                             | John Petrucci, Jordan Rudess                                         |
| Act of Faythe                                    | 2016 | The Astonishing                        | John Petrucci                             | John Petrucci, Jordan Rudess                                         |
| Three Days                                       | 2016 | The Astonishing                        | John Petrucci                             | John Petrucci, Jordan Rudess                                         |
| The Hovering Sojourn                             | 2016 | The Astonishing                        | —                                         | John Petrucci, Jordan Rudess                                         |
| Brother, Can You Hear Me?                        | 2016 | The Astonishing                        | John Petrucci                             | John Petrucci, Jordan Rudess                                         |
| A Life Left Behind                               | 2016 | The Astonishing                        | John Petrucci                             | John Petrucci, Jordan Rudess                                         |
| Ravenskill                                       | 2016 | The Astonishing                        | John Petrucci                             | John Petrucci, Jordan Rudess                                         |
| Chosen                                           | 2016 | The Astonishing                        | John Petrucci                             | John Petrucci, Jordan Rudess                                         |
| A Tempting Offer                                 | 2016 | The Astonishing                        | John Petrucci                             | John Petrucci, Jordan Rudess                                         |
| Digital Discord                                  | 2016 | The Astonishing                        | —                                         | John Petrucci, Jordan Rudess                                         |
| The X Aspect                                     | 2016 | The Astonishing                        | John Petrucci                             | John Petrucci, Jordan Rudess                                         |
| A New Beginning                                  | 2016 | The Astonishing                        | John Petrucci                             | John Petrucci, Jordan Rudess                                         |
| The Road to Revolution                           | 2016 | The Astonishing                        | John Petrucci                             | John Petrucci, Jordan Rudess                                         |
| 2285 Entr'acte                                   | 2016 | The Astonishing                        | —                                         | John Petrucci, Jordan Rudess                                         |
| Moment of Betrayal                               | 2016 | The Astonishing                        | John Petrucci                             | John Petrucci, Jordan Rudess                                         |
| Heaven's Cove                                    | 2016 | The Astonishing                        | John Petrucci                             | John Petrucci, Jordan Rudess                                         |
| Begin Again                                      | 2016 | The Astonishing                        | John Petrucci                             | John Petrucci, Jordan Rudess                                         |
| The Path That Divides                            | 2016 | The Astonishing                        | John Petrucci                             | John Petrucci, Jordan Rudess                                         |
| Machine Chatter                                  | 2016 | The Astonishing                        | —                                         | John Petrucci, Jordan Rudess                                         |
| The Walking Shadow                               | 2016 | The Astonishing                        | John Petrucci                             | John Petrucci, Jordan Rudess                                         |
| My Last Farewell                                 | 2016 | The Astonishing                        | John Petrucci                             | John Petrucci, Jordan Rudess                                         |
| Losing Faythe                                    | 2016 | The Astonishing                        | John Petrucci                             | John Petrucci, Jordan Rudess                                         |
| Whispers on the Wind                             | 2016 | The Astonishing                        | John Petrucci                             | John Petrucci, Jordan Rudess                                         |
| Hymn of a Thousand Voices                        | 2016 | The Astonishing                        | John Petrucci                             | John Petrucci, Jordan Rudess                                         |
| Our New World                                    | 2016 | The Astonishing                        | John Petrucci                             | John Petrucci, Jordan Rudess                                         |
| Power Down                                       | 2016 | The Astonishing                        | —                                         | John Petrucci, Jordan Rudess                                         |
| Astonishing                                      | 2016 | The Astonishing                        | John Petrucci                             | John Petrucci, Jordan Rudess                                         |
| Untethered Angel                                 | 2019 | Distance over Time                     | John Petrucci                             | John Petrucci, Jordan Rudess, John Myung, Mike Mangini               |
| Paralyzed                                        | 2019 | Distance over Time                     | John Petrucci                             | John Petrucci, Jordan Rudess, John Myung, Mike Mangini               |
| Fall into the Light                              | 2019 | Distance over Time                     | John Myung, John Petrucci                 | John Petrucci, Jordan Rudess, John Myung, Mike Mangini               |
| Barstool Warrior                                 | 2019 | Distance over Time                     | John Petrucci                             | John Petrucci, Jordan Rudess, John Myung, Mike Mangini               |
| Room 137                                         | 2019 | Distance over Time                     | Mike Mangini                              | John Petrucci, Jordan Rudess, John Myung, Mike Mangini               |
| S2N                                              | 2019 | Distance over Time                     | John Myung, John Petrucci                 | John Petrucci, Jordan Rudess, John Myung, Mike Mangini               |
| At Wit's End                                     | 2019 | Distance over Time                     | James LaBrie                              | John Petrucci, Jordan Rudess, John Myung, Mike Mangini               |
| Out of Reach                                     | 2019 | Distance over Time                     | James LaBrie                              | John Petrucci, Jordan Rudess, John Myung, Mike Mangini               |
| Pale Blue Dot                                    | 2019 | Distance over Time                     | John Petrucci                             | John Petrucci, Jordan Rudess, John Myung, Mike Mangini               |
| Viper King (traccia bonus)                       | 2019 | Distance over Time                     | James LaBrie                              | John Petrucci, Jordan Rudess, John Myung, Mike Mangini               |
| The Alien                                        | 2021 | A View from the Top of the World       | James LaBrie                              | James LaBrie, John Petrucci, John Myung, Jordan Rudess, Mike Mangini |
| Answering the Call                               | 2021 | A View from the Top of the World       | James LaBrie                              | James LaBrie, John Petrucci, John Myung, Jordan Rudess, Mike Mangini |
| Invisible Monster                                | 2021 | A View from the Top of the World       | John Petrucci                             | James LaBrie, John Petrucci, John Myung, Jordan Rudess, Mike Mangini |
| Sleeping Giant                                   | 2021 | A View from the Top of the World       | John Petrucci                             | James LaBrie, John Petrucci, John Myung, Jordan Rudess, Mike Mangini |
| Transcending Time                                | 2021 | A View from the Top of the World       | John Petrucci                             | James LaBrie, John Petrucci, John Myung, Jordan Rudess, Mike Mangini |
| Awaken the Master                                | 2021 | A View from the Top of the World       | John Myung                                | James LaBrie, John Petrucci, John Myung, Jordan Rudess, Mike Mangini |
| A View from the Top of the World                 | 2021 | A View from the Top of the World       | John Petrucci                             | James LaBrie, John Petrucci, John Myung, Jordan Rudess, Mike Mangini |
| In the Arms of Morpheus                          | 2025 | Parasomnia                             | ―                                         | James LaBrie, John Petrucci, John Myung, Jordan Rudess, Mike Portnoy |
| Night Terror                                     | 2025 | Parasomnia                             | John Petrucci                             | James LaBrie, John Petrucci, John Myung, Jordan Rudess, Mike Portnoy |
| A Broken Man                                     | 2025 | Parasomnia                             | James LaBrie                              | James LaBrie, John Petrucci, John Myung, Jordan Rudess, Mike Portnoy |
| Dead Asleep                                      | 2025 | Parasomnia                             | John Petrucci                             | James LaBrie, John Petrucci, John Myung, Jordan Rudess, Mike Portnoy |
| Midnight Messiah                                 | 2025 | Parasomnia                             | Mike Portnoy                              | James LaBrie, John Petrucci, John Myung, Jordan Rudess, Mike Portnoy |
| Are We Dreaming?                                 | 2025 | Parasomnia                             | ―                                         | James LaBrie, John Petrucci, John Myung, Jordan Rudess, Mike Portnoy |
| Bend the Clock                                   | 2025 | Parasomnia                             | James LaBrie                              | James LaBrie, John Petrucci, John Myung, Jordan Rudess, Mike Portnoy |
| The Shadow Man Incident                          | 2025 | Parasomnia                             | John Petrucci                             | James LaBrie, John Petrucci, John Myung, Jordan Rudess, Mike Portnoy |